# Cloeon pulchella
Cloeon pulchella is een haft uit de familie Baetidae. De wetenschappelijke naam van de soort is voor het eerst geldig gepubliceerd in 1913 door Banks.
De soort komt voor in het Oriëntaals gebied.